# Jadnici
Jadnici (izvorni francuski naziv: Les Misérables) (1862.) je roman francuskog pisca Victora Hugoa, koji se smatra najpoznatijim romanom 19. stoljeća. Prati živote i međusobne odnose nekoliko francuskih likova u dvadesetogodišnjem periodu ranog 19. stoljeća koji uključuje napoleonsku eru i desetljeća nakon nje. 
Roman se uglavnom bavi životom i djelima svog protagonista — bivšeg kažnjenika Jeana Valjeana — koji se nastoji iskupiti, a kroz efekte Valjeanovih djela se nazire i autorov društveni komentar. Roman istražuje prirodu dobra, zla i prava, a također se bavi i poviješću Francuske, arhitekturom Pariza, politikom, moralnom filozofijom, pravom, pravdom, religijom, te vrstama i prirodom romantične i obiteljske ljubavi. 
Hugo je za svoj roman bio inspiriran životom stvarne ličnosti - bivšeg kriminalca i poznatog policajca Eugènea-Françoisa Vidocqa, čij je lik razdvojen na dva glavna lika u romanu. Les Misérables je poznat i po mnogim kazališnim i filmskim adaptacijama, od kojih je možda najpoznatija istoimena pop-opera, ponekad poznata pod nadimcima "Les Mis" ili "Les Miz" (izgovoreno /leɪ mɪz/).

## Vanjske poveznice
- French text of Les Misérables
- Les Misérables according to a Bonapartist
- Reflections on Les Misérables – discussion of characters and themes.
- Different versions of Les Misérables in the IMDb
- Six other plays based on Les Misérables.  Arhivirana inačica izvorne stranice od 6. veljače 2007. (Wayback Machine)
- Les Misérables - Shoujo Cossette - The Official Anime Site